# 連戰內閣
連戰內閣（1993年2月27日－1997年8月31日），是時任中華民國總統兼中國國民黨主席李登輝所任命的第三任行政院團隊，由時任中華民國副總統兼中國國民黨副主席連戰帶領的內閣，後由蕭萬長內閣接任。連戰內閣是1987年解除戒嚴以來任期最長的內閣。
1996年連戰身兼中華民國副總統及行政院院長，雖然《中華民國憲法》未規定副總統不得兼任行政院院長，但司法院大法官於《釋字第419號解釋》中，認二者職務性質雖非顯不相容，但仍不宜兼任，於是連戰於1997年8月31日內閣總辭。連戰內閣在外交、教育、醫療、設置官方網站皆有重大成就。外交上成功幫助時任總統李登輝到美國訪問，在台灣海峽飛彈危機時，成功化解危機。推動教育改革，廣設大專院校，並推行學測取代聯考制度，高中職以下課本多元化選擇。推動全民健保，讓老百姓能平等使用健保。設置政府的官方網站，推動更便利的政府資訊服務，協助時任總統李登輝繼續連任。

## 內閣成員
- 行政院院長：連戰（ 中國國民黨，1996年5月20日－1997年9月1日兼任中華民國副總統）
- 行政院副院長：徐立德（ 中國國民黨，1993年－1997年）
- 行政院秘書長：李厚高（1993年－1994年）→ 趙守博（ 中國國民黨，1994年－1997年）
- 行政院副秘書長：廖正豪（ 中國國民黨，1993年－1995年）
- 臺灣省主席：宋楚瑜（ 中國國民黨，1993年－1994年）[1]
- 行政院新聞局局長：胡志強（ 中國國民黨，1993年－1996年）→ 蘇起（ 中國國民黨，1996年－1997年）
- 內政部部長：吳伯雄（ 中國國民黨，1993年－1994年）→ 黃昆輝（ 中國國民黨，1994年－1996年）→ 林豐正（ 中國國民黨，1996年－1997年）
- 外交部部長：錢復（ 中國國民黨，1993年－1996年）→ 章孝嚴（ 中國國民黨，1996年－1997年）
- 國防部部長：孫震（1993年2月27日－1994年12月15日）→ 蔣仲苓（ 中國國民黨，1994年12月16日就任）
- 財政部部長：林振國 （1993年－1996年）→ 邱正雄（ 中國國民黨，1996年就任）
- 教育部部長：郭為藩（ 中國國民黨 ，1993年－1996年）→ 吳京（ 中國國民黨，1996年就任）
- 法務部部長：馬英九 （ 中國國民黨，1993年－1996年）→ 廖正豪（ 中國國民黨，1996年就任）
- 經濟部部長：江丙坤（ 中國國民黨 ，1993年－1996年）→ 王志剛（ 中國國民黨，1996年就任）
- 交通部部長：劉兆玄（ 中國國民黨，1993年－1996年）→ 蔡兆陽（1996年就任）
- 行政院經濟建設委員會主任委員：蕭萬長（ 中國國民黨，1993年－1994年）→ 徐立德（ 中國國民黨，1994年－1996年）→ 江丙坤（ 中國國民黨，1996年就任）
- 行政院人事行政局局長：陳庚金（ 中國國民黨 ，1993年－1997年）
- 行政院衛生署署長：張博雅
- 行政院大陸委員會主任委員：黃昆輝( 中國國民黨，1991年－1994年）→ 蕭萬長（ 中國國民黨，1994年－1995年）→ 高孔廉（ 中國國民黨，1995年－1996年）→ 張京育（ 中國國民黨，1996年就任）
- 行政院國軍退除役官兵輔導委員會主任委員：周世斌（1993年－1994年）→ 楊亭雲（1994年就任）
- 行政院文化建設委員會主任委員：申學庸（1993年－1994年）→ 鄭淑敏（1994年－1996年）→ 林澄枝（1996年就任）
- 行政院農業委員會主任委員：孫明賢（1992年－1996年）→ 邱茂英（1996年－1997年）
- 行政院青年輔導委員會主任委員：尹士豪（ 中國國民黨，1993年－1996年）→ 吳挽瀾（1996年－1997年）
- 行政院研究發展考核委員會主任委員：孫得雄（1991年－1994年）→ 王仁宏（1994年－1996年）→ 黃大洲（ 中國國民黨，1996年－1997年）
- 行政院國家科學委員會主任委員：郭南宏（1993年－1996年）→ 劉兆玄（ 中國國民黨，1996年就任）
- 行政院原子能委員會主任委員：許翼雲（1990年－1996年）→ 胡錦標（1996年就任）
- 蒙藏委員會委員長：張駿逸（1993年－1994年）→ 李厚高（1994年－1997年）
- 僑務委員會委員長：章孝嚴 （ 中國國民黨，1993年－1996年）→ 祝基瀅（1996年就任）
- 不管部會政務委員：詳見中華民國政務委員列表
- 行政院主計處主計長：汪錕（1993年－1996年）→ 韋端(1996年就任)
- 中央銀行總裁：許遠東（1995年就任）
- 國立故宮博物院院長：秦孝儀（ 中國國民黨）
- 行政院勞工委員會主任委員：趙守博（ 中國國民黨)，－1994年）→ 謝深山（ 中國國民黨，1994年－1997年）
- 行政院環境保護署署長：張隆盛（－1996年）→ 蔡勳雄（ 中國國民黨，1996年就任）

### 新設部會
- 行政院原住民族委員會主任委員：華加志（ 中國國民黨，1996年就任，首任）
- 行政院公共工程委員會主任委員：陳豫

#### 中央直營事業單位（非公務員編制）
- - 行政院衛生署中央健康保險局總經理：葉金川（ 中國國民黨）

## 任內大事紀
內政
- 完成全民健保。
- 推動教育改革。
- 政府單位設立官方網站。
- 延續六年國建計劃。
- 1995年的台灣全民計程車暴動事件- YouTube
- 彭婉如命案、劉邦友血案、白曉燕命案

對外關係
- 1995年李登輝總統康乃爾大學之行
- 台灣海峽飛彈危機

## 政績檢驗
連戰內閣雖推行多項政策，但任內的政策於20年後皆產生問題，如教育改革皆受後人所詬病。全民健保的推動，起步上是平等的，但之後因老人濫用健保，再加上健保並沒有限制一些因素(如沒有常住台灣，卻依然可享用健保，被人譏為全球健保)，財政上也未衡量，導致健保虧損嚴重，在吳敦義內閣時期，開始推行二代健保。另外連戰內閣也被評為最會花錢的內閣，任內推行許多重大建設，頻頻出狀況(國道五號於郝柏村內閣就已動工興建，但到連戰內閣結束依舊無法完工)，廣蓋老人活動中心，造成現今蚊子館林立。

1. ↑  1994年起改制為民選省長，首任（同時為末任）亦為宋楚瑜。